# Kōichi Kishi
Pour les articles homonymes, voir Kishi (homonymie).
Kōichi Kishi (岸 宏一, Kishi Kōichi), né le 3 juin 1940 à Kaneyama dans la préfecture de Yamagata et mort le 16 octobre 2017 à Tokyo, est un politicien japonais du parti libéral-démocrate, un membre de la chambre des représentants dans la Diète (législature nationale). Originaire de Kaneyama et diplômé de l'université Waseda, il avait servi dans l'assemblée de la ville de Kaneyama depuis 1967. Il a ensuite été maire de la ville pour sept mandats de 1971 à 1998, date à laquelle il a été élu à la Chambre des conseillers pour la première fois.